# 圣塞夫
圣塞夫（法語：Sainte-Sève，法語發音：[sɛ̃t sɛv]）是法国菲尼斯泰尔省的一个市镇，位于该省东北部，属于莫尔莱区。

## 地理
圣塞夫（48°33'29"N, 3°52'29"W）面积9.98 平方千米，位于法国布列塔尼大區菲尼斯泰尔省，该省份为法国最西部的省份，位于布列塔尼半岛西部，北西南三面环大西洋，东临阿摩尔滨海省和莫尔比昂省。
与圣塞夫接壤的市镇（或旧市镇、城区）包括：普莱贝尔克里斯特、圣马丹德尚、圣泰戈内克-洛克埃吉内尔、托莱。

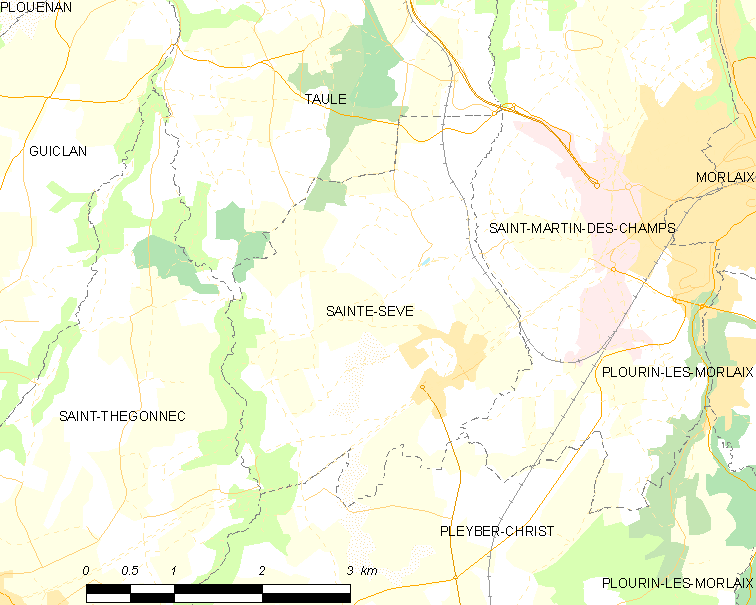
圣塞夫的OSM定位图

圣塞夫的时区为UTC+01:00、UTC+02:00（夏令时）。

## 行政
圣塞夫的邮政编码为29600，INSEE市镇编码为29265。

## 政治
圣塞夫所属的省级选区为莫尔莱县。

## 人口

1962-2008年间圣塞夫人口变化图示

圣塞夫于2022年1月1日时的人口数量为1060人。